# アマダナスポーツエンタテインメント
株式会社アマダナスポーツエンタテインメントは、東京都渋谷区のスポーツクラブチームのクリエーティブ活動、並びにスポーツ用品事業を手掛ける企業である。

## 概要
同社は、総合商社・amadana株式会社のスポーツ関連事業の一環として2018年に分社化されたもので、スポーツクラブのブランディング戦略、スポーツ用品（競技用具、ユニフォーム、シューズなど）の企画・製造・販売、その他大学スポーツの普及などに力を入れている。
アマダナグループが手掛けるスポーツ事業への支援としての代表例には、サッカークラブ（2022年度J2リーグ所属）の東京ヴェルディ1969の支援、野球用品メーカー「YABANE」「BEN GENERAL」のリバタライズ化（再興）などであり、特に野球用品ブランドの展開に際しては、オリックス・バファローズの福田周平とアドバイザリー契約を結んだほか、東京ヴェルディの軟式野球部である「東京ヴェルディ・バンバータ」とも協賛契約を結んでいる。また、公益財団法人全日本野球協会・公益財団法人日本ソフトボール協会とも、Baseball5（5人制野球）の普及・促進のためのクリエーティブパートナー契約を結んでいる。